# Oker- und Eckertal in den Landkreisen Goslar und Wolfenbüttel
Das Oker- und Eckertal in den Landkreisen Goslar und Wolfenbüttel ist ein Naturschutzgebiet in den niedersächsischen Städten Goslar und Bad Harzburg im Landkreis Goslar sowie der Gemeinde Schladen-Werla im Landkreis Wolfenbüttel.
Das Naturschutzgebiet mit dem Kennzeichen NSG BR 152 ist rund 385 Hektar groß. Große Teile des Naturschutzgebietes sind gleichzeitig als FFH-Gebiet „Harly, Ecker und Okertal nördlich Vienenburg“ ausgewiesen und der Bereich des Okertals Bestandteil des EU-Vogelschutzgebietes „Okertal bei Vienenburg“. 
Das Gebiet steht seit dem 1. Mai 2017 unter Naturschutz. In ihm sind das zum 2. Juni 1982 ausgewiesene, 246 Hektar große Naturschutzgebiet „Okertal“ (NSG BR 043) auf niedersächsischem Gebiet, das zum 2. November 1979 ausgewiesene, 27,5 Hektar große Naturschutzgebiet „Vienenburger Kiesteiche“ (NSG BR 019) sowie Teile des Landschaftsschutzgebietes „Harz (Landkreis Goslar)“ aufgegangen.

## Lage
Das Naturschutzgebiet liegt nordöstlich von Goslar. Es grenzt zwischen Schladen und Vienenburg an das in Sachsen-Anhalt liegende Naturschutzgebiet „Okertal“ sowie südwestlich von Vienenburg an das Naturschutzgebiet „Okertal südlich Vienenburg“. Nördlich von Vienenburg grenzt es stellenweise an das Landschaftsschutzgebiet „Harli“, zwischen den Ortsteilen Abbenrode und Stapelburg der Gemeinde Nordharz (Sachsen-Anhalt) an das Landschaftsschutzgebiet „Harz (Landkreis Goslar)“ und südlich von Stapelburg an das Landschaftsschutzgebiet „Harz und nördliches Harzvorland“ sowie an den Nationalpark Harz. Südlich der Bundesstraße 6 liegt das Naturschutzgebiet innerhalb des Naturparks Harz.

## Beschreibung
Das Naturschutzgebiet besteht aus drei Teilflächen. Es erstreckt sich entlang der Oker zwischen Schladen im Norden und einem an die B 6 grenzenden Bereich zwischen Vienenburg und Goslar im Süden sowie entlang der Ecker in Niedersachsen zwischen der Mündung der Ecker in die Oker im Norden und der Pappenfabrik im mittleren Eckertal rund 2,5 Kilometer oberhalb des Bad Harzburger Ortsteils Eckertal. Die beiden Teilflächen nördlich und südwestlich von Vienenburg sind durch das Naturschutzgebiet „Okertal südlich Vienenburg“ miteinander verbunden. Entlang der Ecker ist das Naturschutzgebiet durch den teilweise auf dem Gebiet der Gemeinde Nordharz in Sachsen-Anhalt liegenden Verlauf des Flusses unterbrochen; Flusslauf und angrenzende Flächen sind hier Bestandteil des FFH-Gebietes „Ecker- und Okertal“.
Das Naturschutzgebiet stellt Abschnitte der Oker und Ecker sowie die daran anschließenden Talbereiche unter Schutz. Nördlich des Goslarer Ortsteils Wiedelah befindet sich eine aufgelassene Kiesgrube. Der entstandene See, auch als „Wiedelaher See“ oder „Wiedelaher Teich“ bezeichnet, wurde renaturiert und in das Naturschutzgebiet einbezogen. Der Kiesteich wird außerhalb der im Geltungsbereich der FFH- und der Vogelschutzrichtlinie liegenden Bereiche von einem Angelsportverein sowie einer Tauchschule genutzt. Weitere Kiesteiche, die von Angelsportvereinen bewirtschaftet werden, befinden sich südlich von Schladen innerhalb des Naturschutzgebietes. Auch nordwestlich von Wiedelah liegen mehrere Teiche im Naturschutzgebiet, ebenso wie die seit Ende 1979 unter Naturschutz stehenden Kiesteiche zwischen Goslar und Vienenburg.
Ein Wehr auf Höhe der Bahnquerung „Schwarze Brücke“ etwas oberhalb von Schladen war bereits vor 2009 um ein rund 170 Meter langes Umleitungsgerinne ergänzt und die Oker dort für Wanderfische und andere Wasserlebewesen durchgängig geworden. Im Jahr 2020 wurde die Bahnbrücke komplett erneuert und in dem Zuge die Sohle im ehemaligen Wehrbereich mit Natursteinen neu gestaltet.
Die Fluss- und Bachläufe von Oker und Ecker sind überwiegend naturnah mit streckenweise mäandrierendem Verlauf mit Prall- und Gleitufern und flutender Wasservegetation. Insbesondere an der Oker sind teilweise ausgedehnte Schotterbänke, Flutmulden und Altwasser zu finden. Oker und Ecker werden überwiegend von schmalen Waldbereichen mit Auwaldcharakter sowie Uferstaudenfluren begleitet. Vorherrschende Baumarten sind Schwarzerle, Gemeine Esche und Silberweide sowie weitere typische Arten der Weichholzaue. Die Auwälder verfügen über einen hohen Anteil an Alt- und Totholz. Kleinflächig sind Steileichen- und Eichen-Hainbuchenwälder sowie Buchenwälder zu finden. Zwischen Schladen und Wiedelah grenzt das Naturschutzgebiet im Westen an die markant ausgeprägte Mittelterrassenkante des Okertals. Hier stocken Waldgesellschaften aus Eiche, Esche, Kirsche, Haselnuss und Eberesche sowie verschiedene Trockengebüsche. An mehreren Stellen entlang der Oker befinden sich schwermetallbeeinflusste Flussschotter-Magerrasen, die bei Vienenburg auch größere Bereiche einnehmen. Weiterhin kommen hochstaudenreiche Schotterfluren vor. Entlang der Ecker sind alte, schwermetallhaltige Schlackenhalden zu finden. Stellenweise befinden sich als Mähwiesen genutzte, artenreiche Grünlandbereiche sowie Feucht- und Nasswiesen als Nahrungshabitat von Wiesenvögeln im Naturschutzgebiet. Auf schwermetallbeeinflussten Bereichen siedeln u. a. Galmeigrasnelke, Strandgrasnelke, Galmei-Frühlingsmiere, Taubenkropfleimkraut und Flechten wie z. B. der Rentierflechte sowie verschiedene Gräser. Westlich von Stapelburg fließt die Ecker am Ostrand des Schimmerwaldes mit Buchen- und Eichen-Hainbuchengesellschaften. Die Baumschicht wird von der Rotbuche dominiert. Dazu gesellen sich z. B. Esche und Bergahorn. In der Krautschicht siedeln Buschwindröschen, Waldmeister, Flattergras sowie teilweise Bärlauch und Märzenbecher. Auch die Waldbereiche des Schimmerwaldes verfügen über einen hohen Anteil an Alt- und Totholz. Südlich des Schimmerwaldes ist noch das Ende des tief eingeschnittenen Eckertals im Harz Bestandteil des Naturschutzgebietes.
Oker und Ecker sind Lebensraum u. a. von Bachforelle, Elritze und Dreistachligem Stichling sowie Groppe und Bachneunauge. An den Wasserflächen kommen Hauben- und Zwergtaucher, Reiher- und Tafelente, Wasserralle und Eisvogel vor. Im Okertal gibt es ein binnenländisches Vorkommen des Mittelsägers, neben einem weiteren Vorkommen an der Innerste das einzige Binnenlandvorkommen des Vogels in Niedersachsen. Im Naturschutzgebiet gibt es ein Vorkommen des Fischotters. Weiterhin ist das Naturschutzgebiet Lebensraum von Rohrweihe, Rot- und Schwarzmilan, Uhu, Schwarzstorch, Schwarz-, Grün-, Mittel- und Kleinspecht, Kuckuck, Turteltaube, Neuntöter, Nachtigall, Pirol, Braunkehlchen, Feldlerche, Feldschwirl, Beutelmeise, Gebirgsstelze, Wasseramsel, Flussregenpfeifer, Flussuferläufer und Uferschwalbe. Auch Kiebitz, Wachtelkönig und Wendehals sind hier heimisch.
Die Kiesteiche sowie weitere Stillgewässer haben eine Bedeutung als Lebensraum für Wasservögel sowie Amphibien, Insekten und Wirbellose. Sie beherbergen u. a. Laichkraut- und Froschbissgesellschaften.
Das Naturschutzgebiet, das einen Wanderkorridor für Wildkatze, Fischotter und Fledermäuse aus dem Harz in das Harzvorland und Leinebergland darstellt, ist vielfach von landwirtschaftlichen Nutzflächen umgeben. In Schladen, Wiedelah und Stapelburg bzw. Eckertal grenzt es an besiedelte Gebiete. In Wiedelah wie auch in Eckertal ist das Naturschutzgebiet auf den Bachlauf der Ecker beschränkt. Die Bahnstrecke Braunschweig–Bad Harzburg folgt zwischen Wiedelah und Schladen dem Verlauf der Niederung. Südlich von Wiedelah kreuzt sie das Naturschutzgebiet im Verlauf der Ecker zweimal. Weiterhin kreuzt hier die Bahnstrecke Ilsenburg–Vienenburg das Schutzgebiet. Zwischen Vienenburg und Wiedelah quert die Bundesautobahn 36 das Naturschutzgebiet sowie südöstlich von Vienenburg die Bundesstraße 6. Daneben queren oder tangieren weitere öffentliche Straße das Naturschutzgebiet an mehreren Stellen.